# Fourniture de main-d'œuvre
La fourniture de main-d'œuvre consiste en la mise à disposition de travailleurs, le plus souvent entre entreprises.
La fourniture de main-d'œuvre peut découler d'un contrat de travail temporaire, ou d'un prêt de main-d'œuvre.

## Application
Le droit du travail encadre :
- la sous-traitance,
- le travail temporaire,
- les prêts autorisés de main-d'œuvre (portage salarial).

La main-d'œuvre est souvent salariée, et quelques fois, dans le cadre de travailleurs indépendants, non salariée.

## Prêts illicites
Suivant les pays, certains prêts de main-d'œuvre peuvent être interdits, afin de protéger le droit des travailleurs et éviter des abus.

### En Belgique
La fourniture d'un travail au prétexte d'un contrat entre un travailleur indépendant et un employeur sous l'autorité duquel celui-là est placé est qualifiée de « faux indépendant ».